# Gregorius X
Gregorius X, född Teobaldo Visconti cirka 1210 i Piacenza, död 10 januari 1276 i Arezzo, var påve från den 1 september 1271 till den 10 januari 1276. Gregorius X saligförklarades 1713. Hans minnesdag firas den 9 januari (tidigare 10 januari).

## Biografi
Teobaldo Visconti föddes 1210 i Piacenza och valdes av kardinalerna som samlats i Viterbo den 1 september 1271, efter ett treårigt interregnum, till påve. Han var då ärkediakon av Liège, varken kardinal eller prästvigd. Före utnämningen hade han varit i tjänst hos kardinal Giacomo de Pecorari, biskop av Palestrina, kardinal Ottobono Fieschi under missionen till England, och befann sig vid valet i Acre på pilgrimsfärd till Heliga landet med prins Edward av England. Han ankom till Viterbo den 12 februari 1272, accepterade utnämningen, anlände den 13 mars till Rom, där han den 19 mars prästvigdes och kröntes till påve den 27 mars.
Omedelbart efter sin installation sammankallade han ett koncilium, vars mötesort bestämdes till Lyon och som öppnades den 7 maj 1274. Ett huvudsyfte med mötets sammankallande hade varit att bringa hjälp till Heliga landet, och Gregorius lyckades också utverka att ett sexårigt tionde av kyrkans intäkter skulle gå till korstågen. Ett annat syfte, som delvis sammanhängde med det förra, hade varit att genomdriva en union med grekerna. En sådan kom också till stånd som priset för Gregorius löfte att avhålla Siciliens kung från angrepp på grekiska riket. På konciliet vidtogs dessutom några lagar till att höja sedligheten bland prästerskapet, och där tillkom även ett nytt dekret angående påvevalet (konklavens införande). I Lyon var det också Gregorius tog det första steget till Rudolfs av Habsburg erkännande som tysk konung – mot vittgående medgivanden åt kurian. År 1275 tog flera furstar korset, bland dem kung Rudolf och kung Filip av Frankrike, men Gregorius avled 10 januari 1276 i Arezzo utan att ha fått se löftena infriade. Inom Italien försökte han bilägga tvisten mellan ghibellinerna och guelferna, och utfärdade en exkommunikation för att framtvinga fred.